# Isomma hieroglyphicum
Isomma hieroglyphicum är en trollsländeart som beskrevs av Selys 1892. Isomma hieroglyphicum ingår i släktet Isomma och familjen flodtrollsländor. IUCN kategoriserar arten globalt som livskraftig. Inga underarter finns listade i Catalogue of Life.